# Etifoxina
L'Etifoxina è un farmaco ansiolitico non benzodiazepinico ed anticonvulsivante commercializzato a partire dagli anni ‘60 ed utilizzato per il trattamento degli stati d’ansia specie se accompagnati da somatizzazioni.
Agisce come agonista di alcune subunità del recettore GABA nonché come induttore della sintesi di neurosteroidi, anch’essi agonisti del recettore GABA e dotati di attività ansiolitica.
La particolare farmacologia, dovuta ad un meccanismo d'azione diverso da quello delle benzodiazepine, ne conferisce un potere ansiolitico paragonabile a quello del Lorazepam ma privo di effetti collaterali quali miorilassamento, amnesia, sedazione, rallentamento psicomotorio. Inoltre è priva del rischio di dipendenza e tolleranza.
Recentemente è stata sperimentata con successo per il trattamento di neuropatie periferiche, in particolare quelle indotte da agenti chemioterapici, per via delle sue capacità neuroprotettive.
In Italia il farmaco non è commercializzato ne’ registrato ed è perciò possibile acquistarlo dall'estero su richiesta e parere medico.

## Utilizzo

### Ansiolitico
L'etifoxina è stata originariamente sviluppata come ansiolitico. Diversi studi ne hanno verificato l'efficacia in tal senso, in particolare nelle forme che provocano intense reazioni emotive, sintomi fisici e somatizzazioni. Tale proprietà sembra essere in parte dovuta alla capacità di inibire l'attivazione del Corticotropin-releasing hormone (CRH) indotta dallo stress. 
A tal proposito viene utilizzata ad un dosaggio di 150 mg al giorno divisi in 3 somministrazioni giornaliere. Uno studio ha dimostrato un'efficacia comparabile al lorazepam, una benzodiazepina, ma una notevole migliore tollerabilità a causa della mancanza di sedazione, dipendenza, effetti da sospensione e di rallentamento cognitivo.

### Rigenerazione nervosa periferica
L'etifoxina, grazie anche alla sua capacità di legarsi al TSPO, si è mostrata in grado di promuovere la rigenerazione assonale, promuovere la crescita di neuriti, modulare la risposta infiammatoria ed in definitiva fornire benefici nella rigenerazione nervosa periferica. Tale attività potrebbe esplicare effetti terapeutici nei confronti di malattie neurodegenerative come la sclerosi multipla.

### Riduzione del dolore neuropatico
Diversi studi hanno mostrato come l'etifoxina sia in grado di ridurre il dolore neuropatico dovuto al trattamento chemioterapico con vincristina. Tale attività sembra essere dovuta alla stimolazione della sintesi di steroidi 3α-ridotti nonché di allopregnanolone nella corda spinale che è nota, in modelli sperimentali, indurre analgesia. 
Tale attività terapeutica sembra essere presente anche nel caso di dolore secondario a monoartrite, probabilmente sia grazie al meccanismo d'azione periferico sul midollo spinale che antinfiammatorio centrale, nonché alla disinibizione glicinergica indotta dalla prostaglandina-E2.

## Meccanismo d'azione

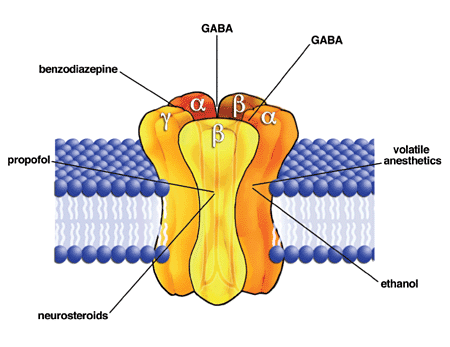
Recettore GABA_{A}

L'esatto meccanismo d'azione di questo particolare farmaco non è stato ancora del tutto delucidato ma ciò che è certo è che si discosta da quello delle benzodiazepine e dagli antidepressivi SSRI.
Brevemente, la sua azione ansiolitica è dovuta all'attivazione diretta del recettore GABAA attraverso un sito di legame diverso da quello delle classiche benzodiazepine. Inoltre si è visto modulare indirettamente l'attività dello stesso recettore attraverso la stimolazione della sintesi dei neurosteroidi, una classe di neurotrasmettitori ad attività ansiolitica, a seguito del legame dell'etifoxina alla "proteina traslocatrice da 18 kDa (TSPO)" disposta all'esterno della membrana mitocondriale e precedentemente conosciuta come recettore benzodiazepinico periferico.
Il recettore GABAA ha struttura pentamerica, è cioè composto da 5 subunità (due α, due β ed una γ) arrangiate attorno ad un canale ionico selettivo per lo ione cloruro. Diverse classi di composti sono in grado di legarsi più o meno selettivamente ad una specifica subunità o ad una porzione di essa, ad esempio il sito di legame delle benzodiazepine è posto tra la subunità α e la γ. 
L'etifoxina appare espletare la sua attività ansiolitica legandosi alle subunità β2 e β3 ed attivando perciò tale recettore in maniera diversa da quanto farebbero benzodiazepine, barbiturici ed etanolo; a supporto di ciò vi è l'evidenza sperimentale che i suoi effetti ansiolitici non sono annullati dal flumazenil, un antidoto per le benzodiazepine. 
Inoltre l'etifoxina è in grado di attivare indirettamente il recettore GABAA per stimolazione diretta della sintesi di neurosteroidi attraverso il legame alla TSPO. La TSPO interagisce con il canale anionico voltaggio dipendente (VDAC, una proteina presente nella membrana mitocondriale esterna) e il trasportatore per l'adenina (ANT, posta invece nella membrana mitocondriale interna) per formare dei complessi. Il colesterolo viene trasportato attraverso la membrana mitocondriale esterna proprio dalla TPSO che viene attivata dal legame con l'etifoxina. Una volta giunto nella membrana mitocondriale interna, il colesterolo viene convertito in pregnenolone dal citocromo P450 enzyme (P450scc), il quale viene ulteriormente convertito, in una serie di steps catalizzati da diversi enzimi presenti nel reticolo endoplasmatico, in altri neurosteroidi fino all'allopregnenolone (ALLO). ALLO agisce in modo autocrino e paracrino come un potente regolatore allosterico positivo dei recettori GABAA sinaptici ed extrasinaptici, nonché legandosi direttamente a tale recettore attraverso un sito di legame differente da quello delle benzodiazepine.

## Effetti collaterali
Gli effetti collaterali sono in genere lievi e per lo più presenti nei primi giorni di trattamento. Questi includono leggera sedazione. Sono state inoltre osservate eruzioni superficiali, reazioni allergiche sotto forma di orticaria e angioedema. È controindicata nel casi di epatite, compromissione renale, respiratoria e in combinazione con l'alcol.